# Reprezentacja Estonii w koszykówce kobiet
Reprezentacja Estonii w koszykówce kobiet - drużyna, która reprezentuje Estonię w koszykówce kobiet. Za jej funkcjonowanie odpowiedzialny jest Estoński Związek Koszykówki.